# هادار (نبراسكا)
هادار (بالإنجليزية: Hadar, Nebraska)‏ هي منطقة سكنية تقع في الولايات المتحدة في مقاطعة بيرسي، نبراسكا. يقدر عدد سكانها بـ 293 نسمة ومساحتها 1.04 كم2 وترتفع عن سطح البحر 473 متر.

## التركيبة السكانية
قام مكتب تعداد الولايات المتحدة بتحديد بيانات التركيبة السكانية لهادار في تعداد الولايات المتحدة. في ما يلي، التركيبة السكانية حسب تعدادي 2000 و2010.

### تعداد عام 2000
بلغ عدد سكان هادار 312 نسمة بحسب تعداد عام 2000، وبلغ عدد الأسر 117 أسرة وعدد العائلات 82 عائلة مقيمة في القرية. في حين سجلت الكثافة السكانية 784.9 نسمة لكل ميل مربع (303.1/كم2). وبلغ عدد الوحدات السكنية 123 وحدة بمتوسط كثافة قدره 309.4 نسمة لكل ميل مربع (119.5/كم2).
وتوزع التركيب العرقي للقرية بنسبة 96.79% من البيض و 0.32% من الأمريكيين ذوي الأصول الآسيوية و 0.64% من عرقين مختلطين أو أكثر.
بلغ عدد الأسر 117 أسرة كانت نسبة 37.6% منها لديها أطفال تحت سن الثامنة عشر تعيش معهم، وبلغت نسبة الأزواج القاطنين مع بعضهم البعض 59.8% من أصل المجموع الكلي للأسر، ونسبة 8.5% من الأسر كان لديها معيلات من الإناث دون وجود شريك، وكانت نسبة 29.1% من غير العائلات. تألفت نسبة 25.6% من أصل جميع الأسر من أفراد ونسبة 12.0% كانوا يعيش معهم شخص وحيد يبلغ من العمر 65 عاماً فما فوق. وبلغ متوسط حجم الأسرة المعيشية 3.25، أما متوسط حجم العائلات فبلغ 2.67.
بلغ العمر الوسطي للسكان 34 عاماً. وكانت نسبة 29.8% من القاطنين تحت سن الثامنة عشر، وكانت نسبة 9.0% بين الثامنة عشر والأربعة وعشرون عاماً، ونسبة 30.1% كانت واقعةً في الفئة العمرية ما بين الخامسة والعشرون حتى والأربعة وأربعون عاماً، ونسبة 19.2% كانت ما بين الخامسة والأربعون حتى الرابعة والستون، ونسبة 11.9% كانت ضمن فئة الخامسة والستون عاماً فما فوق. يوجد لكل 100 أنثى 113.7 ذكر، ويوجد لكل 100 أنثى في الثامنة عشر من عمرها فما فوق 104.7 ذكر.
بلغ متوسط دخل الأسرة في القرية 42,679 دولار، أما متوسط دخل العائلة فبلغ 48,750 دولار. وكان متوسط دخل الذكور 28,214 دولار مقابل 18,750 دولار للإناث. وسجل دخل الفرد الخاص بالقرية 16,743 دولار. وكانت نسبة 1.1% من العائلات ونسبة 0.6% من السكان تحت خط الفقر، وكان من هؤلاء نسبة 1.2% تحت سن الثامنة عشر ولا أحد منهم في الخامسة والستين من العمر وما فوق.

### تعداد عام 2010
بلغ عدد سكان هادار 293 نسمة بحسب تعداد عام 2010، وبلغ عدد الأسر 113 أسرة وعدد العائلات 87 عائلة مقيمة في القرية. في حين سجلت الكثافة السكانية 732.5 نسمة لكل ميل مربع (282.8/كم2). وبلغ عدد الوحدات السكنية 120 وحدة بمتوسط كثافة قدره 300.0 لكل ميل مربع (115.8/كم2).
وتوزع التركيب العرقي للقرية بنسبة 97.6% من البيض و 0.3% من الأمريكيين ذوي الأصول الآسيوية و 0.3% من الأمريكيين الأفارقة و 1.0% من عرقين مختلطين أو أكثر.
بلغ عدد الأسر 113 أسرة كانت نسبة 35.4% منها لديها أطفال تحت سن الثامنة عشر تعيش معهم، وبلغت نسبة الأزواج القاطنين مع بعضهم البعض 68.1% من أصل المجموع الكلي للأسر، ونسبة 5.3% من الأسر كان لديها معيلات من الإناث دون وجود شريك، بينما كانت نسبة 3.5% من الأسر لديها معيلون من الذكور دون وجود شريكة وكانت نسبة 23.0% من غير العائلات. وبلغ متوسط حجم الأسرة المعيشية 3.03، أما متوسط حجم العائلات فبلغ 2.59.
بلغ العمر الوسطي للسكان 41.2 عاماً. وكانت نسبة 25.6% من القاطنين تحت سن الثامنة عشر، وكانت نسبة 7.8% بين الثامنة عشر والأربعة وعشرون عاماً، ونسبة 22.8% كانت واقعةً في الفئة العمرية ما بين الخامسة والعشرون حتى والأربعة وأربعون عاماً، ونسبة 30.4% كانت ما بين الخامسة والأربعون حتى الرابعة والستون، ونسبة 13.3% كانت ضمن فئة الخامسة والستون عاماً فما فوق. وتوزع التركيب الجنسي للسكان بنسبة 50.2% ذكور و49.8% إناث.